# Liste der Monuments historiques in Houdan
Die Liste der Monuments historiques in Houdan führt die Monuments historiques in der französischen Gemeinde Houdan auf.

## Liste der Bauwerke
| Bezeichnung                               | Beschreibung                     | Standort                                    | Kennzeichnung | Schutzstatus | Datum | Bild           |
| ----------------------------------------- | -------------------------------- | ------------------------------------------- | ------------- | ------------ | ----- | -------------- |
| Donjon                                    |                                  | (Lage)                                      | PA00087453    | Classé       | 1889  | weitere Bilder |
| Kirche St-Jacques-le-Majeur-St-Christophe |                                  | (Lage)                                      | PA00087454    | Classé       | 1840  | weitere Bilder |
| Hôtel du Lys                              | Erbaut Ende des 15. Jahrhunderts | 64/66, rue de Paris (Lage)                  | PA00087455    | Inscrit      | 1926  | weitere Bilder |
| Haus                                      |                                  | 43, rue de l’Enclos / 66, Grande Rue (Lage) | PA00087458    | Inscrit      | 1926  |                |
| Haus                                      |                                  | 28, Grande Rue (Lage)                       | PA00087457    | Inscrit      | 1926  |                |
| Haus                                      |                                  | 4, Grande Rue (Lage)                        | PA00087456    | Inscrit      | 1926  | weitere Bilder |
| Haus                                      |                                  | 39, rue de Paris (Lage)                     | PA00087459    | Inscrit      | 1926  | weitere Bilder |

## Liste der Objekte

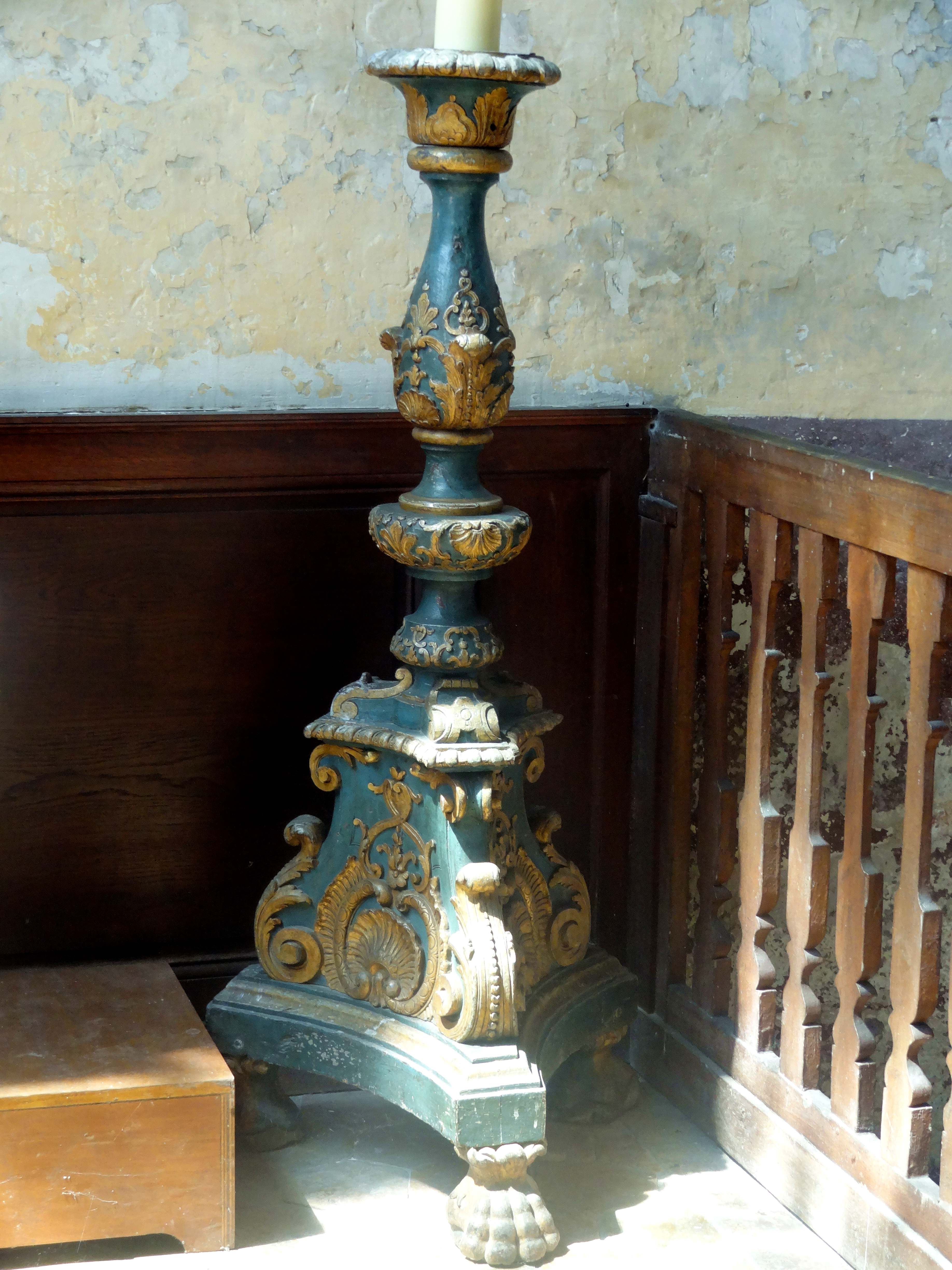
Osterleuchter in der Kirche

- Monuments historiques (Objekte) in Houdan in der Base Palissy des französischen Kultusministeriums